# Isnard de Grasse
Isnard de Grasse est un chevalier de Rhodes du XIVe siècle. Il est nommé lieutenant par le grand maître Hélion de Villeneuve pour gérer le grand prieuré de Provence en lieu et place du grand maître. Il reçut en charge la commanderie de Rüe.